# Gaessert
Der Gaessert (auch Gässert) ist ein Waldgebiet im äußersten Norden Luxemburgs nördlich des Dorfes Huldange.